# Muakis
Muakis va ser un producte alimentari produït per Fartons Polo. Eren uns fartons farcits de xocolate. Devia el seu nom a un SMS on s'utilitzava l'expressió Muaki com a onomatopeia per a una besada.
Apareguts l'any 2001, van arribar a convertir-se en el tercer producte de xocolate per a berenar amb més quota de mercat a l'Estat espanyol. Tot i això, el fet d'aparèixer en una època on els brioixos de xocolate tenien fama de ser un aliment poc saludable, i la semblança amb productes amb eixa imatge, com el Bollycao, feren que les vendes estigueren per baix d'allò esperat i el producte es retirara del mercat.
Entre les causes que comportaren la seua retirada, l'absència de conservants feia que la seua taxa de reposició i la minva als supermercats fora més elevada que els productes de la competència.
Hi hagué un spot publicitari per a televisió protagonitzat per David Albelda, que va ser retirat de les xarxes i es considerà desaparegut. Finalment, l'1 de juny del 2020 es va recuperar esta peça audiovisual de culte i s'apujà a Youtube.